# Elezioni parlamentari a Malta del 1955
Le elezioni parlamentari a Malta del 1955 si tennero il 26 e 28 febbraio e videro la vittoria del Partito Laburista.

## Risultati
| Liste                               | Voti    | %     | Seggi |
| ----------------------------------- | ------- | ----- | ----- |
| Partito Laburista                   | 68 447  | 56,73 | 23    |
| Partito Nazionalista                | 48 514  | 40,21 | 17    |
| Partito Costituzionale Progressista | 3 649   | 3,02  | –     |
| Indipendenti                        | 45      | 0,04  | –     |
| Totale                              | 120 655 | 100   | 40    |